# Jurgita Dronina
Jurgita Dronina (nacida el 27 de marzo de 1986) es una bailarina de ballet lituana. Hasta 2024, fue bailarina principal del Ballet Nacional de Canadá, habiendo bailado previamente con el Ballet Real Sueco, el Ballet Nacional Holandés y el Ballet Nacional Inglés . En enero de 2025, fue nombrada directora artística del Ballet Nacional de Lituania.

## Primeros años de vida
Nacida en Saratov, URSS, Dronina y su familia se mudaron a Vilnius, Lituania, cuando tenía cuatro años. Comenzó estudiando bailes de salón y luego pasó a la gimnasia. Cuando tenía nueve años, un coreógrafo le sugirió que probara el ballet. Dronina asistió a la Escuela de Arte Čiurlionis en Vilnius y a la Hochschule für Musik und Theatre en Munich.

## Carrera
En 2005, Dronina se unió al Ballet Real Sueco en Estocolmo, después de que la entonces directora de la compañía, Madeleine Onne, descubriera su talento al verla en varias competencias. Se convirtió en solista en 2007, después de sustituir a Nikiya en La Bayadère (2006), de Natalia Makarova, para cubrir la actuación de la bailarina lesionada, y a Julieta en Romeo y Julieta (2007), de Kenneth MacMillan. En 2009, cuando regresaba de Verona donde había bailado como artista invitada el papel de Kitri en Don Quijote, le pidieron de último minuto que interpretara a Odette/Odile en El lago de los cisnes, ya que la intérprete programada estaba enferma. Ella completó la tarea con un éxito tal que fue ascendida a bailarina principal a los 22 años.
En 2010, después de haber interpretado nuevamente el papel de Kitri como artista invitada en Ámsterdam, el director artístico Ted Brandsen quedó impresionado y le ofreció un contrato bailarina principal con el Ballet Nacional Holandés. Como ella buscaba una variedad más amplia de trabajos, aceptó el puesto.
En 2015, Dronina contactó a Karen Kain, entonces directora del Ballet Nacional de Canadá, para unirse a la compañía como bailarina principal. Dronina dijo que decidió mudarse porque quería tener un buen equilibrio entre obras clásicas y nuevas producciones, y creía que Toronto era más adecuado para su familia. En 2017, después de bailar Giselle de Mary Skeaping con el English National Ballet como artista invitada, se unió a la compañía como bailarina principal, pero siguió siendo bailarina principal en el Ballet Nacional de Canadá. Compartió su tiempo entre el English National Ballet de Londres y el Ballet Nacional de Canadá en Toronto de 2018 a 2020, pero cuando llegó la pandemia de COVID-19, se instaló en Toronto. En 2020, el English National Ballet anunció que Dronina no regresaría a la compañía en la temporada 2020-21, pero confirmó que Dronina continuará bailando con el Ballet Nacional de Canadá.
Dronina dio su última actuación con el Ballet Nacional de Canadá bailando Giselle, el 24 de noviembre de 2024. El 6 de enero de 2025, se anunció su nombramiento como directora artística del Ballet Nacional de Lituania.
Dronina fue bailarina invitada residente principal del Ballet de Hong Kong entre 2015 y 2017, bajo la dirección de Madeleine Onne. Fue anfitriona y bailó en una gala del Ballet Star Internacional en Lituania, con motivo del 90º Aniversario del Ballet Nacional de Lituania.
En 2023, apareció como uno de los personajes principales junto a Karen Kain en la serie documental y largometraje “Swan Song” (TIFF) y (BFI Londres) de CBC, Canadá.
En 2020-21, fue nombrada la persona más influyente en el ámbito de las artes y la cultura en Lituania en el Anuario Gubernamental de Lituania.
En 2018, el presidente de Lituania le otorgó la Orden del Mérito de Lituania y la Cruz de Caballero por sus destacados méritos en la cultura a nivel mundial.
Ese mismo año, el 25 de octubre, le fue concedido el Premio de las Artes de la Asamblea Báltica, por sus contribuciones a las artes, la danza y la cultura.
En 2018, Jurgita fue nominada al premio Benois De La Danse por su papel de Julieta en “Romeo y Julieta” de Rudolf Nureyev, y de Sílfide en “La Sílfide” de A. Bournonville y F. Andersen con el English National Ballet.
En 2018, Jurgita fue nominada al "National Dance Critic's Award UK", como mejor bailarina clásica femenina del año en el Reino Unido.
En 2014, Jurgita recibió el premio Alexandra Radius como bailarina destacada del año con el Ballet Nacional Holandés, Ámsterdam, Países Bajos. Alexandra Radius comentó las interpretaciones de Jurgita en Diamantes y Esmeraldas en “Joyas” de George Balanchine y el “Pas de deux de Tchaikovsky”, y dijo: “…cualquier papel que toca, lo convierte en oro…”
En 2011, recibió el premio holandés Zwaan (cisne) por su Aurora en La Bella Durmiente .
En 2009, Dronina recibió la Beca Cultural Sueco-Danesa otorgada por la Reina Margarita II de Dinamarca.
En 2008, recibió el Premio Rotary International.
Jurgita es ganadora de Concursos Internacionales de Ballet:
Medalla de Oro en Francia, 2003.
Medalla de Plata en Helsinki, Finlandia, 2005.
Medalla de Plata en Moscú, Rusia, 2005.
Medalla de Plata en Jackson, Estados Unidos, 2006.

## Recepción crítica
En su reseña de La Sylphide, The Globe and Mail la calificó de «intérprete irresistible» y «hay una sensualidad en sus movimientos que oscila entre la criatura y la mujer». Sobre su actuación en El lago de los cisnes, The Guardian escribió: «Su ejecución es impecablemente limpia, sin desperdiciar ni una pizca de energía, hay algo irreal en ella».

## Repertorio seleccionado
El repertorio de Dronina incluye: 
Bailó en obras de Mauro Bigonzetti, William Forsythe, Hans Van Manen, Sidi-Larbi Cherkaoui, Rudi Van Dantzig, Toer Van Schayk, David Dawson, Jorma Elo, Christian Spuck, Krzysztof Pastor, Nils Christe, Jan-Christophe Maillot, Benjamin Millepied, Juanjo Arques, Guillaume Cote, Will Tuckett, Liam Scarlett, Alonzo King.
• Cenicienta en La Cenicienta (J. Kudelka)
• La Reina Sofía Magdalena en Gustavo III (Patrice Bart)
• Esmeralda en El jorobado de Notre Dame
• Tatiana y Olga en Onegin
• Mujer protagonista en Las Sílfides (Michel Fokine)
• Olga en el Dnieper (Alexei Ratmansky)
• Tchaikovsky Pas De Deux (George Balanchine)
• Vals y Chica rusa en serenata (George Balanchine)
• 2º Movimiento y 4º Movimiento de la Sinfonía en Do Mayor (George Balanchine)
• Diamantes y esmeraldas en Joyas (George Balanchine)
• Dúo principal en No Man's Land (Liam Scarlett)
- Nikiya en La Bayadère
- Princesa Aurora en La Bella Durmiente
- Juliet en Romeo y Julieta (Rudolf Nureyev)
- Bailarina principal en Giselle
- Odette/Odile en El Lago de los Cisnes
- Kitri en Don Quixote
- Medora en El Corsario
- Sylvia en Sylvia (John Neumeier)
- Bailarina principal en Cinderella (Christopher Wheeldon)
- Hermione en The Winter's Tale
- La Sílfide en La Sylphide
- Pinocho
- A Streetcar Named Desire
- La Dama de las Camelias
- Swanilda en Coppélia
- The Firebird
- Tchaikovsky pas de deux
- 2o Movimiento de Sinfonía en C
- Diamantes y Esmeralas en Joyas
- Hada del Azúcar/Clara en El Cascanueces
- Las Sílfides
- Song of the Earth
- Manon en Manon

## Vida personal
Dronina está casada con el ex bailarín del Ballet Nacional Holandés Serguei Endinian. Su hijo nació en 2012, en Ámsterdam. Su segundo hijo nació en 2021 en Toronto, su hija nació en 2023, también en Toronto. La familia reside en Toronto.